# Limonádé Joe
Limonádé Joe (kiejtés betű szerint: Joe) 1964-ben bemutatott csehszlovák zenés vígjáték, westernfilm paródia.  Oldřich Lipský rendezte. Eredetileg Jiří Brdečka regénye nyomán készült nagy sikerű színdarab volt, mire Lipský filmet készített belőle. A film igazi cseh kultfilmmé vált. Mivel az amerikai és olasz western nagyrészt tiltva volt Magyarországon, ezért ez a paródia bemutatásakor igen nagy sikert aratott.

## Rövid történet
Arizona vagányaival ellentétben Joe Kolaloka limonádét iszik, ezért villámkezű. A  szerelmi szál sem marad el az igazság keresése közben.

## Cselekmény
Az arizonai Stetson City életének középpontjában a Doug Badman bűnbandája által üzemeltetett kocsma és a Trigger whiskey áll, amikor Ezra Goodman és gyönyörű lánya, Winnifred józanító kampányba kezdenek, inzultálják őket, ám megérkezik a Kolalokát ivó és ezért gyorskezű Joe (ejtsd: Joe) és lenyűgözően közbelép. A Tigger Whiskey Saloon kezdt tönkremenni, amikor megérkezik Doug öccse a mesteri bűnöző Hogofogo (Miloš Kopecký), és kezdeti veszi közte és Joe között a rengeteg fordulattal rendelkező küzdelem. Úgy tűnik, valakinek halnia kell, ám a film végén ennél sokkal csavarosabb a hepiend!

## Szereplők
- Karel Fiala – Limonádé Joe
- Rudolf Deyl Jr. – Doug Badman
- Miloš Kopecký – Horace Badman, alias "Hogofogo"
- Květa Fialová – Tornado Lou, Arizona csalogánya
- Olga Schoberová – Winnifred Goodman
- Bohuš Záhorský – Ezra Goodman, Winnifred apja
- Josef Hlinomaz – Grimpo

## Magyar változatok
A filmnek feliratos változata is van, a magyar szinkron 1983-ben készült, ebben az ikonikus betétdalok nincsenek feliratozva.

## Fogadtatás
A film a mai napig igazi kultfilmnek számít, megjelenésekor általában nagyon nagy sikert aratott az egész keleti blokkban.